# Fred Estby
Fred Estby (* 14. März 1972) ist ein schwedischer Musiker und Musikproduzent, der hauptsächlich durch sein Engagement bei der schwedischen Death-Metal-Band Dismember bekannt wurde. In dieser spielte er von 1988 bis zu seinem familiär begründeten Ausstieg im Jahr 2007 Schlagzeug. Daneben war er auch zusammen mit Michael Amott und Johan Liiva Mitglied der Death-Metal-Band Carnage. 2010 erschien sein erstes Soloalbum, das selbstbetitelte Necronaut, mit Gastbeiträgen weiterer Musiker, darunter Chris Reifert und Nicke Andersson. Neben seiner Tätigkeit als Musiker tritt Estby auch als Produzent von Musikalben in Erscheinung. Dabei arbeitete er sowohl an Alben von Bands, in denen er selbst Mitglied war (Dismember, Carnage), als auch an Alben weiterer Metal-Bands wie Grand Magus und In Solitude.

## Diskografie (Auswahl)

### Als Musiker
Mit Carnage
- Infestation of Evil (Demo, 1989)
- Dark Recollections (1990)
- Dark Recollections / Hallucinating Anxiety (Split mit Cadaver, 1990)
- Live EP (Live-EP, 1991)

Mit Dismember
- Dismembered (Demo, 1988)
- Last Blasphemies (Demo, 1989)
- Rehearsal (Demo, 1989)
- Reborn in Blasphemy (Demo, 1990)
- Skin Her Alive (Single, 1991)
- Like an Everflowing Stream (1991)
- Pieces (EP, 1992)
- Indecent & Obscene (1993)
- Casket Garden (EP, 1995)
- Massive Killing Capacity (1995)
- Misanthropic (EP, 1997)
- Death Metal (1997)
- Hate Campaign (2000)
- Where Ironcrosses Grow (2004)
- Live Blasphemies (Live-DVD, 2004)
- Complete Demos (Kompilation, 2005)
- The God That Never Was (2006)

Mit Necronaut
- Necronaut (2010)

### Sonstiges
- Carnage – Dark Recollections (1990): Produktion
- Dismember – Like an Everflowing Stream (1991): Abmischung, Produktion
- Dismember – Indecent & Obscene (1993): Abmischung
- Naglfar – Maiden Slaughter (Demo, 1996): Toningenieur
- Dismember – Death Metal (1997): Tonaufnahme, Toningenieur, Abmischung, Produktion
- Dismember – Hate Campaign (2000): Tonaufnahme, Abmischung, Produktion
- Dismember – Where Ironcrosses Grow (2004): Tonaufnahme, Toningenieur, Abmischung, Produktion
- Dismember – The God That Never Was (2006): Produktion
- In Solitude – The World. The Flesh. The Devil. (2011): Abmischung, Produktion